# Terratrèmol d'Itàlia central d'agost de 2016
Un terratrèmol a Itàlia central es va produir el 24 d'agost de 2016 a les 3:36 hora local (01:36 GMT), en les proximitats de Norcia, a 76 km al sud-est de Perusa, en una zona prop de la frontera de les regions d'Ombria i Laci. Va causar 290 morts,
|intensitat = IX (Violent) 
 ≈ 365 ferits 368 ferits i un centenar de desapareguts. El sisme principal va tenir una  magnitud de 6,0 ± 0.3, amb epicentre a prop de la vall del Tronto entre els municipis de Accumoli, Amatrice (Rieti) i Arquata del Tronto (Ascoli Piceno).
El sisme va ser reportat inicialment per l'USGS amb una magnitud de 6,4 graus i amb un epicentre de 4 km de profunditat. La magnitud va ser després corregida per l'USGS a 6,2, mentre que el Centre Sismològic Europeu-Mediterrani va establir la magnitud en 6,1.
Els informes inicials van indicar danys considerables a la ciutat d'Amatrice, propera a l'epicentre, i a Accumoli i Pescara del Tronto. El sisme i un nombre de rèpliques es van sentir en gran part de la Itàlia central, incloent-hi Roma, Nàpols i Florència.
La regió és una de les sísmicament més actives d'Itàlia, està afectada pel trobament de les plaques tectòniques africana i euroasiàtica i una falla que corre al llarg de les muntanyes dels Apenins. Aquesta va ser la tremolor més gran des de l'any 2009, quan un terratrèmol prop de l'Aquila, a la regió d'Abruzzo, va provocar la mort de més de 300 persones i el desplaçament al voltant de 65.000.

## Rèpliques
| Data               | Hora local(CEST) | Magnitud | Profundidad Hipocentre | Epicentre          | Epicentre | Epicentre |
| Data               | Hora local(CEST) | Magnitud | Profundidad Hipocentre | Municipi           | Latitud   | Longitud  |
| ------------------ | ---------------- | -------- | ---------------------- | ------------------ | --------- | --------- |
| 24 d'agost de 2016 | 03:36:32         | 6,2      | 4 km                   | Accumoli           | 42,71 N   | 13,17 E   |
| 24 d'agost de 2016 | 03:56:02         | 4,6      | 10 km                  | Accumoli           | 42,61 N   | 13,28 E   |
| 24 d'agost de 2016 | 04:33:29         | 5,5      | 10 km                  | Norcia             | 42,79 N   | 13,15 E   |
| 24 d'agost de 2016 | 04:59:35         | 6,3      | 9 km                   | Norcia             | 42,80 N   | 13,14 E   |
| 24 d'agost de 2016 | 05:40:11         | 4,3      | 10,7 km                | Amatrice           | 42,62 N   | 13,25 E   |
| 24 d'agost de 2016 | 06:06:53         | 4,4      | 10 km                  | Cascia             | 42,75 N   | 13,03 E   |
| 24 d'agost de 2016 | 13:50:31         | 4,9      | 10 km                  | Visso              | 42,87 N   | 13,11 E   |
| 24 d'agost de 2016 | 13:50:57         | 4,1      | 8 km                   | Arquata del Tronto | 42,82 N   | 13,15 E   |
| 24 d'agost de 2016 | 19:46:09         | 4,6      | 10 km                  | Arquata del Tronto | 42,72 N   | 13,19 E   |
| 25 d'agost de 2016 | 01:22:06         | 4,1      | 7,3 km                 | Maltignano         | 42,67 N   | 13,14 E   |
| 25 d'agost de 2016 | 05:17:16         | 4,7      | 10 km                  | Norcia             | 42,78 N   | 13,18 E   |
| 25 d'agost de 2016 | 05:36:07         | 4,3      | 10 km                  | Maltignano         | 42,65 N   | 13,16 E   |
| 26 d'agost de 2016 | 06:28:27         | 4,7      | 10 km                  | Amatrice           | 42,66 N   | 13,25 E   |
| 27 d'agost de 2016 | 04:50:59         | 4,2      | 12,2 km                | Norcia             | 42,83 N   | 13,15 E   |